# Sotillo de la Adrada
Sotillo de la Adrada è un comune spagnolo di 3 622 abitanti situato nella comunità autonoma di Castiglia e León.